# 青龍 (魏)
青龍（せいりゅう）は、三国時代、魏の明帝曹叡の治世に行われた2番目の元号。233年 - 237年。
青龍5年は3月に改元されて景初元年となった。

## 西暦・干支との対照表
| 青龍 | 元年  | 2年   | 3年   | 4年   | 5年   |
| 西暦 | 233年 | 234年 | 235年 | 236年 | 237年 |
| 干支 | 癸丑  | 甲寅  | 乙卯  | 丙辰  | 丁巳  |

## 他元号との対照表
| 青龍 | 元年   | 2年    | 3年    | 4年    | 5年    |
| 蜀   | 建興11 | 建興12 | 建興13 | 建興14 | 建興15 |
| 呉   | 嘉禾2  | 嘉禾3  | 嘉禾4  | 嘉禾5  | 嘉禾6  |